# Discours de Tanger
 (août 2017).

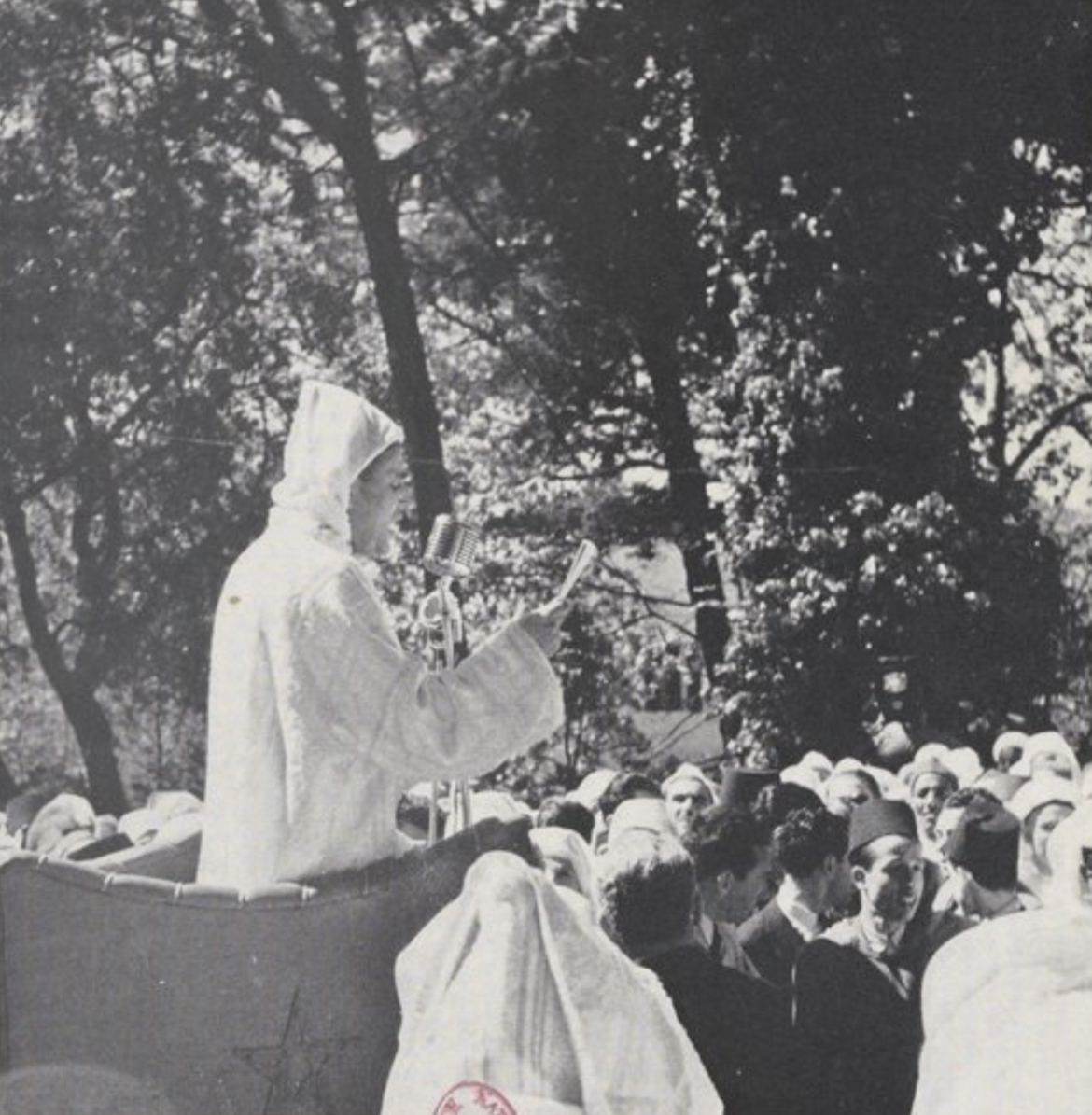
Le sultan prononçant le discours de Tanger dans les jardins de la Mendoubia.

Le discours de Tanger est un discours en arabe prononcé le 10 avril 1947, par le sultan alaouite Sidi Mohammed (futur roi du Maroc Mohammed V) dans le jardin de la Mendoubia (en) à Tanger (dans la zone internationale de Tanger). Il s'y prononce en faveur de l'affranchissement de son pays  du colonialisme et de son émancipation totale, le Maroc étant alors sous domination française et espagnole.

## Le discours et ses conséquences
Le monarque aborda l'avenir du Maroc et son unité, sans toutefois évoquer la France « éprise de liberté et qui conduit le pays vers la prospérité ». Eirik Labonne, résident général au Maroc qui avait inspiré au souverain cette déclaration « omise », fut rappelé par la France, qui considéra le discours comme un affront à son représentant. Il fut remplacé par le général Juin avec pour mission de renforcer le pouvoir de la France au sein du protectorat alors en place.
Le discours de Tanger a eu lieu trois jours seulement après le massacre du 7 avril 1947 à Casablanca, qui avait fait plusieurs centaines de morts après un différend à propos de femmes « auquel furent mêlés des soldats sénégalais » quand des tirailleurs sénégalais avaient reçu l'ordre d'ouvrir le feu sur la foule,,.
Quelques points abordés par le sultan :
- A aucun moment, le futur Mohammed V n’utilise dans son discours le mot indépendance, sans doute pour ne pas froisser la France, représentée alors au Maroc par le résident général Eirik Labonne, réputé libéral.  « Le Maroc désire ardemment acquérir ses droits entiers », s’est-il contenté de dire, tout en ajoutant : « Le peuple qui s’éveille enfin prend conscience de ses droits et suit le chemin le plus efficace pour reprendre son rang parmi les peuples ».
- A contrario, celui qui se fait encore appeler le sultan Sidi Mohammed aurait dû rendre hommage à la puissance protectrice en exhortant ses sujets à s’inspirer des « Français », ce peuple « épris de cette liberté qui conduisit le pays (le Maroc) vers la prospérité et le progrès ». Il n'a cependant pas prononcé cette partie du discours[4].

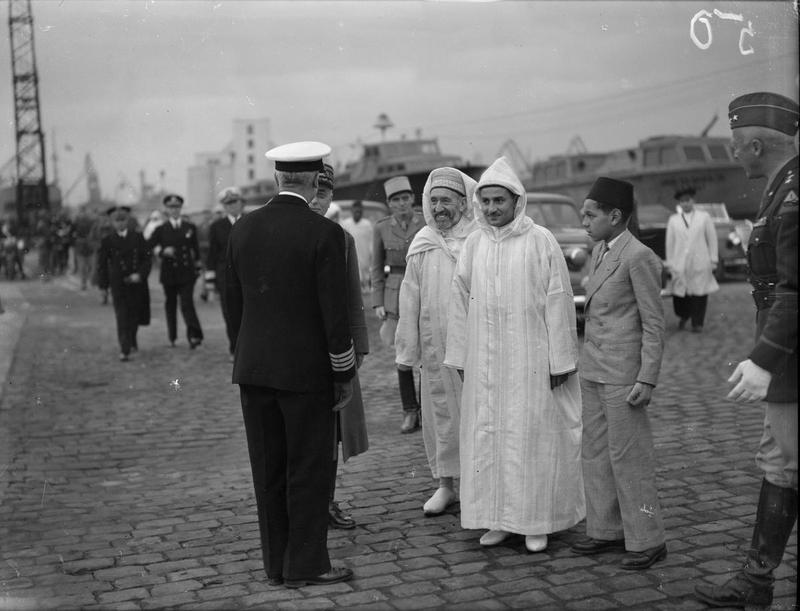
Le sultan au moment de la conférence de Casablanca.

- Bien qu'à la suite de la mort de Franklin Roosevelt, les Américains n’aient pas tenu leur promesse de la conférence de Casablanca (janvier 1943) de rendre l’indépendance aux Marocains, le sultan ne leur tient pas vraiment rigueur. « J’éprouve beaucoup d’estime et de respect pour les services rendus par la République américaine aux pays arabes, et notamment pour sa participation à la délivrance de l’oppression », déclare-t-il dans son discours.
- Le sultan du Maroc évoque aussi l’idéal panarabiste, alors en plein essor. « Il va sans dire que le Maroc, étant un pays attaché par des liens solides aux pays arabes d’Orient, désire naturellement que ces liens se raffermissent de plus en plus, surtout depuis que la Ligue Arabe est devenue un organisme important qui joue un grand rôle dans la politique mondiale », déclare-t-il, avant d’ajouter : « Les pays arabes ne forment qu’une seule Nation : que ce soit à Tanger ou à Damas, cela ne fait qu’une. »

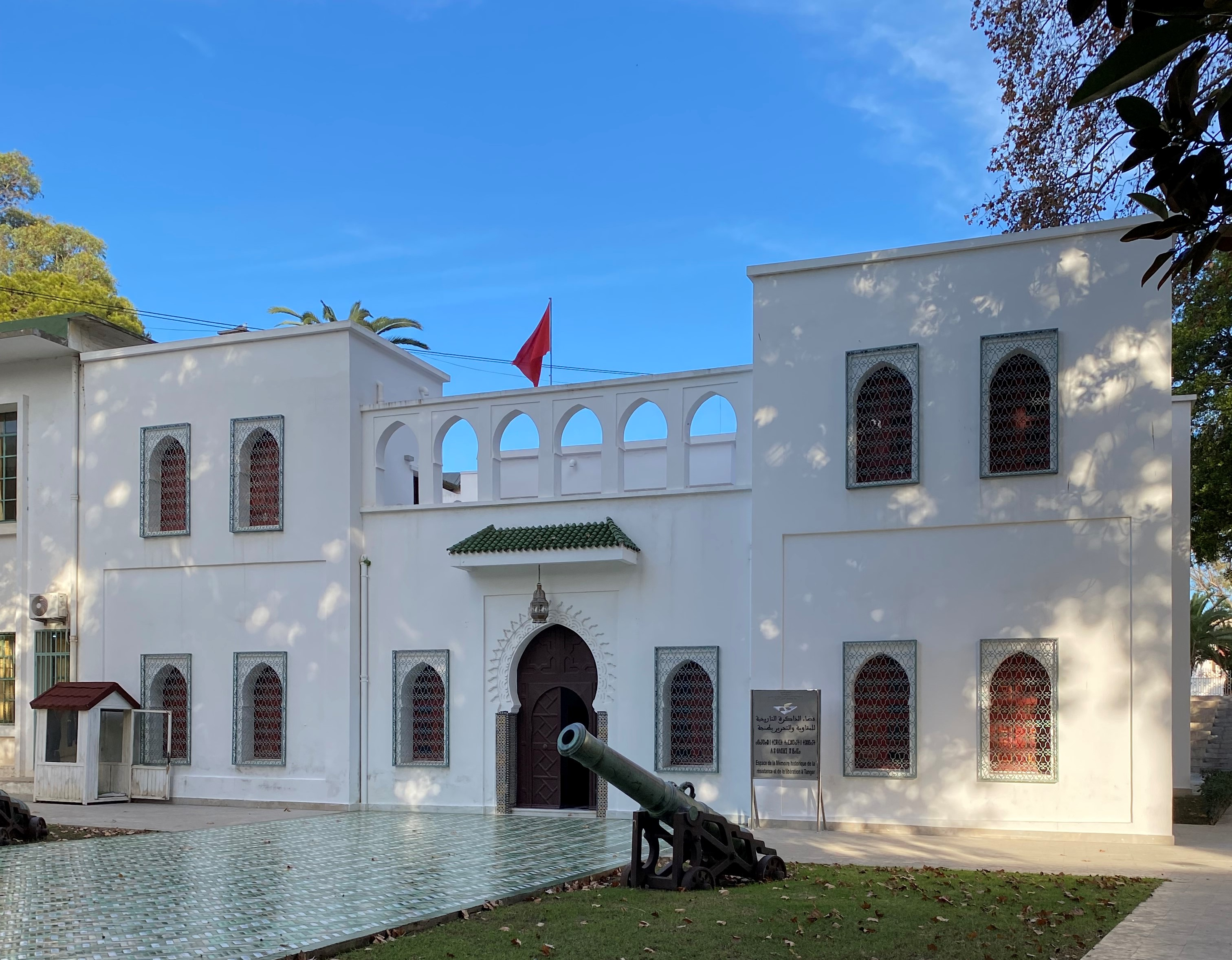
La Mendoubia, où a été prononcé le discours, est aujourd'hui un musée consacré à celui-ci.

- « L’avarice », « l’injustice », « l’ignorance »… autant de maux dans lesquels pataugent les Marocains et que le sultan condamne dans son discours. « En désertant (la science), nos voies de salut se sont assombries, notre égarement a été à son comble quand nous nous sommes laissés envahir par l’ignorance. […], l’injustice est venue s’installer parmi nous, nos principes se sont transformés en moyens d’oppression privant les hommes de leurs droits sacrés. […] L’avarice, en s’emparant de nos âmes, les a perdues, l’égoïsme, en annihilant nos qualités de cœur, nous a précipités dans la décadence. Nous avons préparé les voies de nos malheurs pour subir les vicissitudes de la dispersion. »